# شودري علي أكبر خان
شودري علي أكبر خان (1911 - 1967)، سياسي باكستاني ودبلوماسي، وعضو الجمعية التشريعية عام 1945، زوزير التربية والتعليم، ووزير الصناعات في عقد 1950، ووزير الداخلية الاتحادي (1965-1966)، وسفير السودان (1957 1959)، وسفير المملكة العربية السعودية (1959-1962).